# 松原稜典
松原 稜典（まつばら りょうすけ、1990年6月26日 - ）は、日本のフリーアナウンサー。元ミヤギテレビのアナウンサー。

## 来歴・人物
岩手県花巻市出身。血液型A型。岩手県立花巻北高等学校→弘前大学教育学部学校教育教員養成課程小学校教育専攻卒業。
2013年、ミヤギテレビに入社。
2023年6月30日をもってミヤギテレビを退社、7月からはフリーアナウンサーとして活動。

## ミヤギテレビ時代の担当番組
- NNNミヤギテレビニュース
- OH!バンデス：中継コーナー「松ちゃんの向こう三軒!おじゃましま〜す!!」（2014年4月 - 2015年9月、第1週を除く月〜木曜（伊藤拓と1週間交替で担当））
- OH!バンデス：一番町中継（2015年10月 - 2016年3月は金曜・第3週月〜木曜、2016年4月 - 2016年9月は金曜・第1週月〜木曜）
- OH!バンデス：中継コーナー「イチュー（移動中継）」（2016年10月 - 、第1週・第3週）
- ミヤギnews every.：スポーツコーナー
- ちょっとブレイクタイム：MC（2016年10月1日 - ）
- ミヤテレスタジアム
- 各種スポーツ中継：実況、リポーター（東北楽天ゴールデンイーグルス関連、全国高等学校サッカー選手権大会など）

## フリーアナウンサー時代の担当番組
- J SPORTS STADIUM（J SPORTS）東北楽天ゴールデンイーグルス戦オフィシャル中継リポーター
- BS12 プロ野球中継（TwellV）
- EAGLES BASEBALL GAMESHOW（Rakuten.FM TOHOKU）
- 全国高等学校野球選手権宮城大会（J:COM)
- BS12 Bリーグ中継（TwellV）
- Bリーグ中継 （バスケットLIVE)
- サッカー中継 （DAZN、ラジオ3、BS松竹東急)